# Tivela bicolor
Tivela bicolor је врста морских шкољки из рода Tivela, породице Veneridae, тзв, Венерине шкољке. Таксон се сматра не прихваћеним. Прихваћен је као врста 
 (Linnaeus, 1771)..